# Pozsony-Újváros vasútállomás
Pozsony-Újváros vasútállomás (szlovákul: Železničná stanica Bratislava-Nové Mesto) egy pozsonyi vasútállomás, melyet a Železničná spoločnosť Slovensko a.s. üzemeltet.

## Vasútvonalak
Az állomást az alábbi vasútvonalak érintik:
- Pozsony–Komárom-vasútvonal
- Pozsony–Hegyeshalom-vasútvonal
- Pándorfalu–Pozsony-vasútvonal

## Kapcsolódó állomások
A vasútállomáshoz az alábbi állomások vannak a legközelebb:
- Pozsony főpályaudvar
- Pozsony-Vereknye vasútállomás
- Récse vasútállomás
- Pozsonyligetfalu vasútállomás

## Forgalom
| Járat                   | Útvonal | Gyakoriság |
| ----------------------- | --- | ---------- |
| gyorsvonat R 801 Poľana | Pozsony-Újváros – Pozsony főpályaudvar – Pozsony-Szőlőhegy – Galánta – Vágsellye – Nagysurány – Léva – Újbánya – Zsarnóca – Garamszentkereszt – Zólyom-személyi – Krivány – Losonc – Fülek – Feled – Tornalja - Pelsőc - Rozsnyó - Szepsi - Kassa - Sároskőszeg - Eperjes | napi 1 pár |

| Járat  | Útvonal | Gyakoriság |
| ------ | --- | ---------- |
| xpress | Bratislava hl.st. (Pozsony) – Bratislava-Nové Mesto (Pozsony-Újváros) (←) – Bratislava-Petržalka (Pozsonyligetfalu) – Wien Hauptbahnhof (Bécs) – Wien Meidling – St. Pölten Hauptbahnhof – Linz Hauptbahnhof – Salzburg Hauptbahnhof – Kufstein – Wörgl – Innsbruck Hauptbahnhof – Ötztal – Landeck-Zams – Sankt Anton Am Arlberg – Bludenz – Feldkirch – Buchs – Sargans – Zürich Hauptbahnhof | Napi 1 pár |